# Oskar Lassar

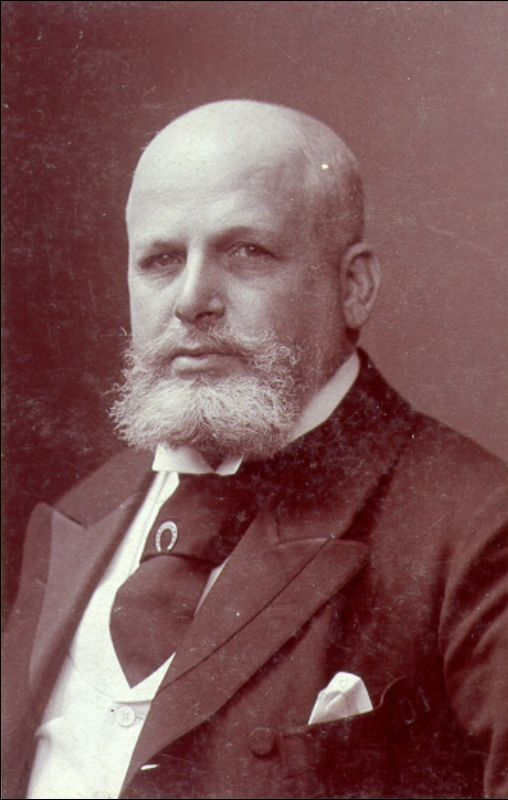
Oskar Lassar

Oskar Lassar, född den 11 januari 1849 i Hamburg, död den 21 december 1907 i Berlin, var en tysk läkare.
Lassar deltog som student i fransk-tyska kriget 1870-71, varunder han avancerade till officer, blev assistent hos fysiologen Meissner i Göttingen och 1875 hos patologen Cohnheim i Breslau. 
Från 1877 var han verksam som hudläkare i Berlin, där han 1880 blev privatdocent och 1902 professor. 1886 gav han vid naturforskarmötet i Berlin uppslag till Berlins dermatologiska sällskap. 
Jämte Unna och von Hebra skapade Lassar 1892 tidskriften "Monatshefte für praktische dermatologie". Från 1893 utgav han "Dermatologische zeitschrift".
En framstående förtjänst inlade Lassar som grundläggare av Deutsche gesellschaft für volksbäder. Han offentliggjorde därjämte många avhandlingar inom det kliniska och terapeutiska området samt inom den allmänna hygienen.
Lassars klinik var berömd som ett mönsterinstitut, och hans moulagesamling ansågs vara den rikhaltigaste i världen. Som dermatolog åtnjöt Lassar världsrykte.